# حي كوت دور

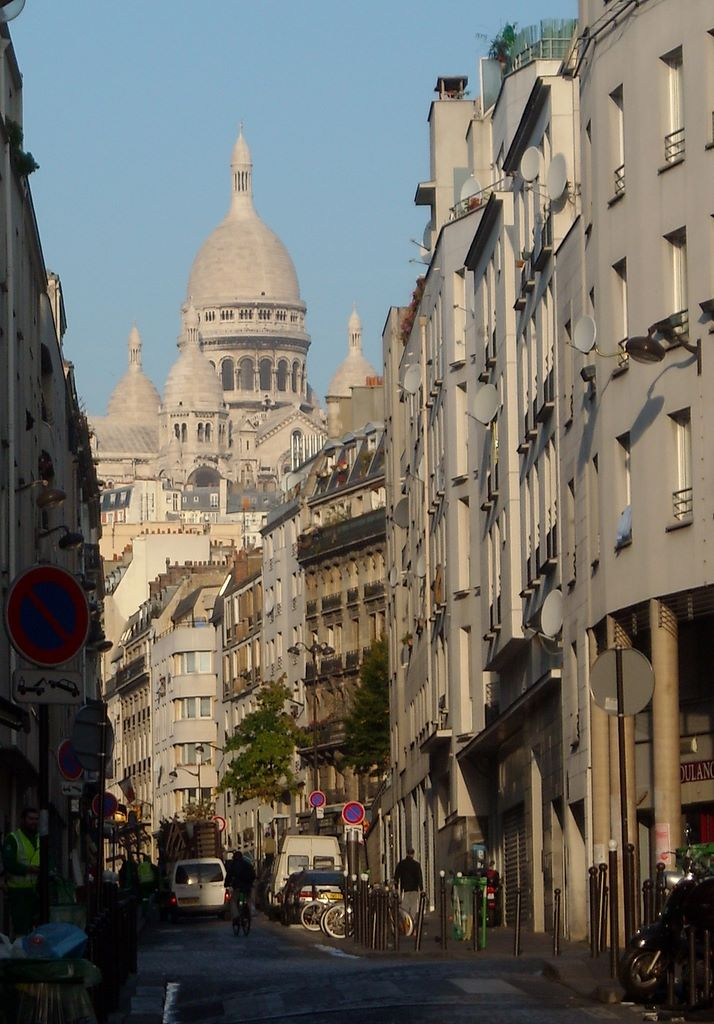
شارع شارتر ساكري كور وتبدو في النهاية كاتدرائية الساكري كور

حي كوت دور بالفرنسية (quartier de la Goutte-d'Or) وهو حي من أحياء الدائرة الثامنة عشر في باريس ويقع في شرق هذه الدائرة وشمال باريس قرب كنيسة الساكري كور في مونمارتر.

## الموقع

أحياء الدائرة الثامنة عشرر ويبدو في المنتصف حي الشابل

يفصل هذا الحي عن حي كوت دور خطوط الحديد لمحطة باريس الشمال في باريس، وهي تحده من الشرق أما من الغرب فيوجد بولفارد باربيس.
بقي هذا الحي محافظاً على الطابع الباريسي ومحتفظاً بالطابع الشعبي مثل حي الشابل.

## خصائص الحي
كان هذا الحي في الماضي حياً أفريقياً، أي تسكنه الجالية الأفريقية وقليلاً من شمال أفريقيا، ولكنه بدأ يتغير قليلاً اعتباراً من سنوات 2010 عندما ارتفعت أسعار البيوت في باريس فأصبح هذا الحي مقصداً لأولاد الباريسيين ولطبقة موظفي الدولة الجدد أو بعبارة أخرى أصبح مقصداً لـ البوبو.
يقع في هذا الحي معهد ثقافات الإسلام في باريس والذي تم بناؤه حديثاً.

## المعالم
ويوجد في هذا الحي كنيسة سان برنارد في الشابل.